# ティムタム (競走馬)
ティムタム（Tim Tam、1955年 - 1982年）は、アメリカ合衆国で競走生活を送ったサラブレッドの競走馬、および種牡馬。1958年のアメリカクラシック二冠馬で、種牡馬としても殿堂馬トスマーの父となった。1985年にアメリカ競馬殿堂入りを果たした。

## 経歴
カルメットファームで1955年に生まれた鹿毛の牡馬である。父トムフールは1950年代アメリカの名馬で、母はハリウッドゴールドカップハンデキャップステークスに勝ったトゥーリーという良血の出であった。
デビューは2歳時の1957年であったが、その年は未勝利戦を1戦（4着）したのみであった。翌年の1月から本格的に始動し、デビュー2戦目で初勝利を挙げた。翌戦も勝利を挙げるが、その後2戦はどちらも3着に終わっている。
ステークス競走制覇は6戦目となったエヴァーグレイズステークスが最初で、以降連勝街道が始まる。次走のフラミンゴステークスこそ繰り上がりによる勝利であったが、その後はファウンテンオブユースステークス、フロリダダービーと4連勝、さらに間に挟んだ一般戦ではレコードタイムを記録し、ダービートライアルステークスも制して6連勝でケンタッキーダービーに出走した。
本戦では、ティムタムは生涯で唯一の2番人気という支持を得た。レースが始まると急がずに後方に付けて前半を過ごし、最終コーナーを回ったところで追い出し、馬群の開いたところから猛然と駆けてゴール、2着に入ったリンカーンロードに半馬身の差をつけてダービーの栄冠を手にした。ちなみにこのレースには「史上最強の追い込み馬」シルキーサリヴァンも出走している。続くプリークネスステークスも快勝し、1948年のサイテーション以来のアメリカ三冠に挑戦することとなった。しかし、ベルモントステークスではキャヴァンに6馬身も離された2着に終わり、三冠はならなかった。
ベルモントステークスの競走後、ティムタムが種子骨を骨折していたことが発見された。競走中に折れたものと考えられ、これがなければ三冠が達成されていたのでは、と関係者を大いに嘆かせた。この怪我を理由に引退し、カルメットファームに種牡馬として戻った。

## 引退後
牧場の期待を一身に受けて種牡馬入りしたが、生涯で出したステークス競走勝ち馬はわずか14頭で、その期待にはこたえることができなかった。しかしながら、代表産駒として名の挙がるトスマー（1961年生・牝馬）は顕著な活躍を見せた馬で、フリゼットステークスやベルデイムステークスなど23勝を挙げ、後年にアメリカ競馬名誉の殿堂博物館より殿堂馬として選定されている。
また、母の父としては少なからぬ影響を残している。カルメットファーム所有のもと活躍したデヴォナデール（1976年生・牝馬。アメリカ牝馬三冠）やビフォードーン（1981年生・牝馬。メイトロンステークスなど）、また共にタムレット産駒で種牡馬として活躍したノウンファクト（1977年生・牡馬）やテンタム（1969年生・牡馬）などがいる。
晩年は老衰により体が思うように動かなくなったことから種付けが困難になり、1981年に種牡馬を引退した。その翌年、1982年7月25日にティムタムは心臓発作で倒れ、その5日後に安楽死の処置がとられた。その遺骸はカルメットファームに埋葬されている。
1985年、アメリカ競馬名誉の殿堂博物館はティムタムの競走成績を評価し、同馬の殿堂入りを発表した。

## 評価

### 主な勝鞍
※当時はグレード制未導入
1957年（2歳） 1戦0勝
1958年（3歳） 13戦10勝
エヴァーグレイズステークス、フラミンゴステークス、ファウンテンオブユースステークス、フロリダダービー、ダービートライアルステークス、ケンタッキーダービー、プリークネスステークス
2着 - ベルモントステークス

### 年度代表馬
- 1958年 - アメリカ最優秀3歳牡馬

### 表彰
- 1985年 - アメリカ競馬名誉の殿堂博物館により、殿堂馬として選定される。

## 血統表
| ティムタムの血統トムフール系・23号族(23-b) / Bull Dog3×3=25.0%、Spearmint5×5×5=9.38%、Cerito5×5=6.25% | ティムタムの血統トムフール系・23号族(23-b) / Bull Dog3×3=25.0%、Spearmint5×5×5=9.38%、Cerito5×5=6.25% | ティムタムの血統トムフール系・23号族(23-b) / Bull Dog3×3=25.0%、Spearmint5×5×5=9.38%、Cerito5×5=6.25% | （血統表の出典）        | （血統表の出典） |
| 父 Tom Fool 1949 鹿毛                                                                                 | 父の父Menow 1935 黒鹿毛                                                                               | Pharamond                                                                                             | Phalaris                | Phalaris         |
| 父 Tom Fool 1949 鹿毛                                                                                 | 父の父Menow 1935 黒鹿毛                                                                               | Pharamond                                                                                             | Selene                  |                  |
| 父 Tom Fool 1949 鹿毛                                                                                 | 父の父Menow 1935 黒鹿毛                                                                               | Alcibiades                                                                                            | Supremus                | Supremus         |
| 父 Tom Fool 1949 鹿毛                                                                                 | 父の父Menow 1935 黒鹿毛                                                                               | Alcibiades                                                                                            | Regal Roman             |                  |
| 父 Tom Fool 1949 鹿毛                                                                                 | 父の母Gaga 1942 鹿毛                                                                                  | Bull Dog                                                                                              | Teddy                   | Teddy            |
| 父 Tom Fool 1949 鹿毛                                                                                 | 父の母Gaga 1942 鹿毛                                                                                  | Bull Dog                                                                                              | Plucky Liege            |                  |
| 父 Tom Fool 1949 鹿毛                                                                                 | 父の母Gaga 1942 鹿毛                                                                                  | Alpoise                                                                                               | Equipoise               | Equipoise        |
| 父 Tom Fool 1949 鹿毛                                                                                 | 父の母Gaga 1942 鹿毛                                                                                  | Alpoise                                                                                               | Laughing Queen          |                  |
| 母 Two Lea 1946 鹿毛                                                                                  | 母の父Bull Lea 1935 青鹿毛                                                                            | Bull Dog                                                                                              | Teddy                   | Teddy            |
| 母 Two Lea 1946 鹿毛                                                                                  | 母の父Bull Lea 1935 青鹿毛                                                                            | Bull Dog                                                                                              | Plucky Liege            |                  |
| 母 Two Lea 1946 鹿毛                                                                                  | 母の父Bull Lea 1935 青鹿毛                                                                            | Rose Leaves                                                                                           | Ballot                  | Ballot           |
| 母 Two Lea 1946 鹿毛                                                                                  | 母の父Bull Lea 1935 青鹿毛                                                                            | Rose Leaves                                                                                           | Colonial                |                  |
| 母 Two Lea 1946 鹿毛                                                                                  | 母の母Two Bob 1933 栗毛                                                                               | The Porter                                                                                            | Sweep                   | Sweep            |
| 母 Two Lea 1946 鹿毛                                                                                  | 母の母Two Bob 1933 栗毛                                                                               | The Porter                                                                                            | Ballet Girl             |                  |
| 母 Two Lea 1946 鹿毛                                                                                  | 母の母Two Bob 1933 栗毛                                                                               | Blessings                                                                                             | Chicle                  | Chicle           |
| 母 Two Lea 1946 鹿毛                                                                                  | 母の母Two Bob 1933 栗毛                                                                               | Blessings                                                                                             | Mission Bells F-No.23-b |                  |